# Jorge Figueroa Acosta
Jorge Figueroa Acosta (Cananea, Sonora, 23 de abril de 1942) es un pintor y escultor mexicano.

## Primeros años
La infancia y la adolescencia de Jorge Figueroa transcurrieron en Cananea, cuando dicha ciudad era considerada uno de los centros neurálgicos en la producción minera del norte de México, en tiempos en que los insumos militares de los Estados Unidos aumentaron considerablemente debido a la participación del país vecino en la Segunda Guerra Mundial.
Su madre fue María Acosta Ramírez. Su padre, Jesús María Figueroa, era mestizo de ascendencia Yaqui, pueblo que aún en esa época continuó siendo acosado como resabio de la persecución porfirista y a pesar del reconocimiento legítimo otorgado a la etnia por el Gobierno del General Lázaro Cárdenas. Debido a la discriminación de que era objeto la familia, por las costumbres inherentes a su cultura, y por las exigencias de su trabajo, Jesús María Figueroa cambió sus apellidos y registró a sus hijos con los apellidos Figueroa Acosta.
En su infancia y durante sus estudios en la escuela primaria a la que asistía en Cananea, la convivencia de Jorge Figueroa con sus compañeros de aula se vio empañada por las provocaciones de que era objeto por su ascendencia indígena, aun cuando dicha estirpe ya no era evidente en lo fisonómico debido a la dilución del mestizaje.
Durante sus años como estudiante en la escuela secundaria a la que asistía, también en Cananea, tuvo contacto con el Maestro Roberto Cota N., profesor de dibujo y pintura que le imparte las primeras lecciones de pintura. Durante esa etapa adolescente, el maestro Cota invitó al joven Figueroa a colaborar en la producción de escenografías, en su mayoría telones decorativos, para los festivales artísticos que se llevaban a cabo en la misma escuela. Su cercanía con el maestro Roberto Cota, y las actividades desarrolladas bajo su tutela, contribuyeron a despertar el deseo por expresarse a través de las artes plásticas.

## Su paso por la academia

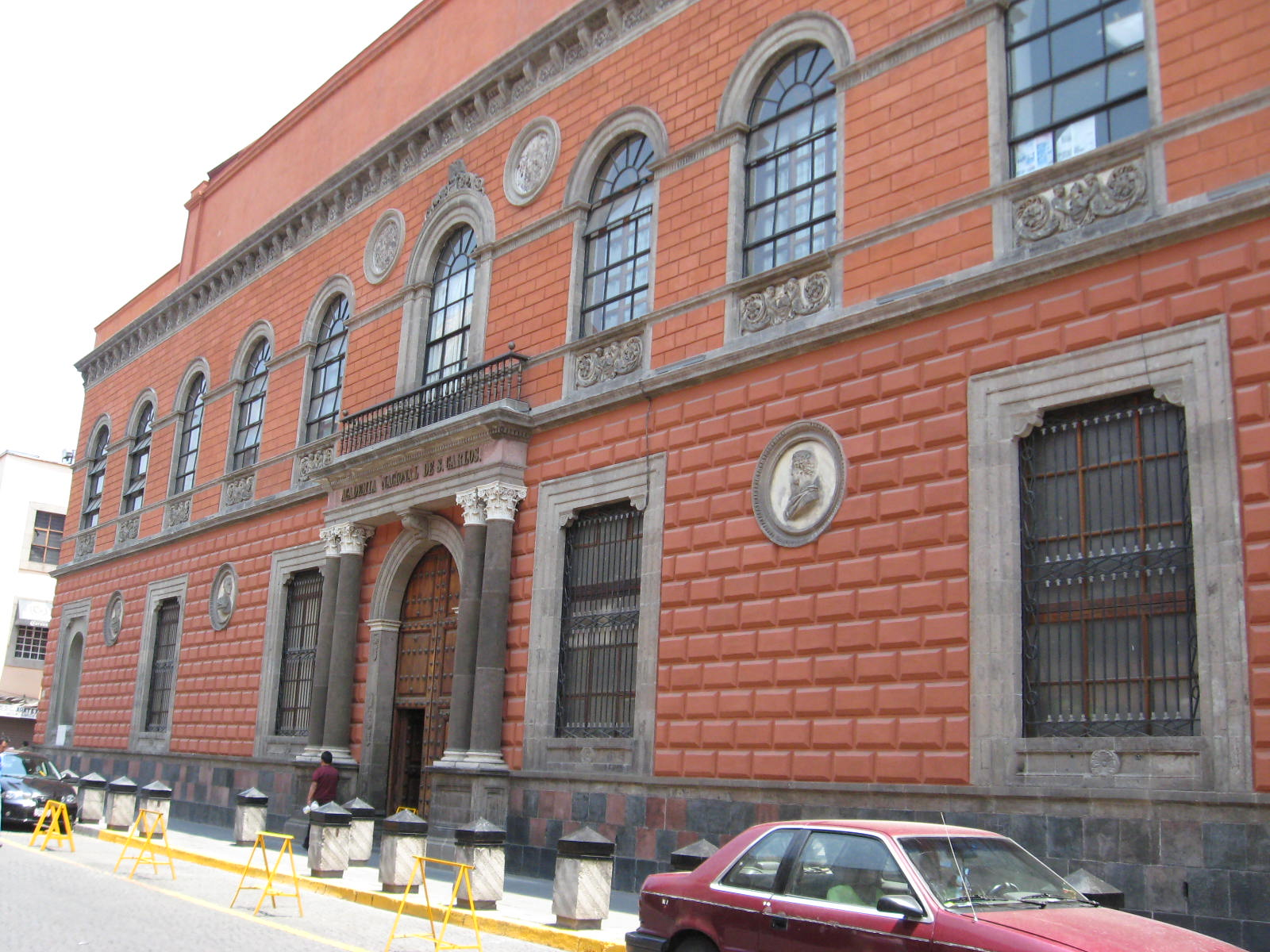
Fachada principal de la Academia de San Carlos sobre la Calle de Academia, en el Distrito Federal, México

En el año de 1960, Jorge Figueroa continuó sus estudios de preparatoria en la Ciudad de México, D.F., ingresando a  la Escuela Preparatoria Nocturna No. 5 José Vasconcelos de la Universidad Nacional Autónoma de México. Posteriormente realizó sus estudios profesionales en al campo de las artes en la Escuela Nacional de Artes Plásticas, perteneciente a la antigua Academia de San Carlos de la UNAM. En esta institución contó con el privilegio de una formación académica al ser alumno de reconocidos maestros como Manuel Herrera Cartaya, Adolfo Mexiac, Santos Balmori, Celia Calderón de la Barca, Manuel Silva Guerrero, Luis Nishizawa, Nicolás Moreno, Antonio Rodríguez Luna, Gustavo Montoya, e Ignacio Asúnsolo.
Durante esa etapa crucial en la vida universitaria del país, Jorge Figueroa participó activamente en los movimientos estudiantiles, motivados por las causas que los estudiantes de varias universidades y los alumnos de la academia consideraban justas; tales movimientos derivaron en el relevo de varios directores de diferentes escuelas pertenecientes a la UNAM, así como de la renuncia violenta del rector, el Dr. Ignacio Chávez Sánchez, en 1966.
Años más tarde, Jorge Figueroa conoció al maestro Gilberto Aceves Navarro con quien trabó una gran amistad. El encuentro entre ambos personajes se dio cuando Figueroa asistía con regularidad y como simple observador, en ocasiones de manera inoportuna, al taller de pintura dirigido por el maestro Aceves en la Academia de San Carlos.

## Obra

### Pintura y escultura
La mujer como temática en la obra pictórica y escultórica de Jorge Figueroa ha sido desarrollada a partir de los postulados neofigurativos que revitalizaron el protagonismo de la figura como fundamento para ampliar el contexto conceptual dentro del modernismo pictórico de la segunda mitad del siglo XX.

Gran parte de la obra pictórica de Figueroa ha sido creada en el caballete y a partir de formas que son generadas desde la estructura morfológica del cuerpo femenino, en función del cual la composición total del espacio pictórico emana como un apéndice de la forma. Así, Jorge Figueroa determina en su obra una nueva propiedad humanista para la figura femenina, contribuyendo a resignificar el humanismo moderno en un entorno social caracterizado por el consumo reiterado de imágenes.
Con técnicas como el óleo, el acrílico, y la acuarela, Jorge Figueroa aborda varias categorías estéticas en torno a la percepción de lo femenino como tema central y las características semánticas que determinan su naturaleza. Dentro de dichas categorías, la exaltación de la belleza del corpus femenino es el origen para introducir al público en sus obras en las que conviven otras cualidades tales como lo sublime, lo fantástico, e, incluso, lo enigmático en el rostro hierático de las mujeres representadas.
A sus piezas escultóricas, talladas en madera principalmente, la deconstrucción de la forma femenina que nace del material noble y cuyas propiedades intrínsecas aportan una gran riqueza a la visualidad de las figuras producidas, les suma la experimentación de diferentes técnicas como el pirograbado para operar sobre las propiedades de la madera para enfatizar su intervención sobre lo femenino como una denuncia del pensamiento androcentrista que ha determinado la situación de la mujer en toda la historia de la humanidad.

### Obra mural

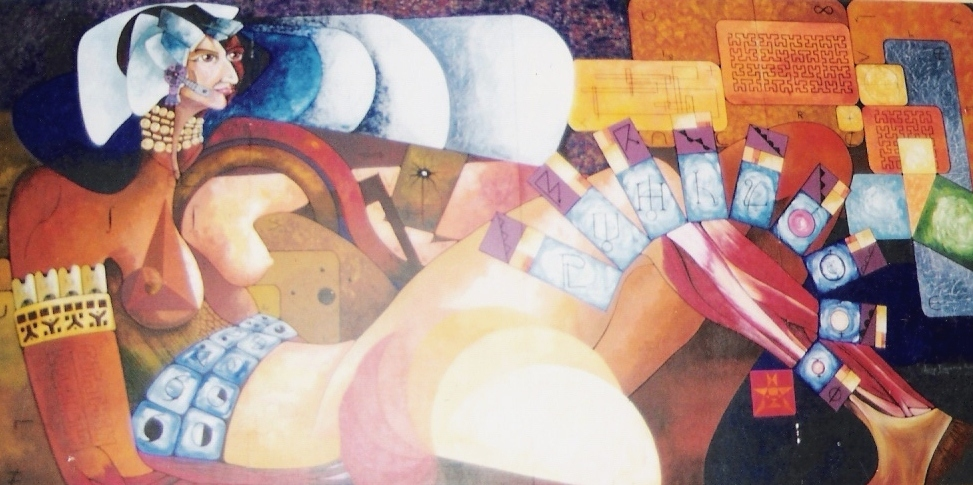
La Ciencia, pintura mural ubicada en La Casa de la Ciencia de Atlixco, Puebla

El movimiento muralista mexicano solamente lo influenció de manera residual. Aun así, Figueroa cuenta con obra mural en varias ciudades de México, entre la cual se encuentra La Ciencia realizada en el año de 1997 en uno de los muros del proyecto museográfico La Casa de la Ciencia, ubicado en la ciudad de Atlixco, Puebla. En dicho proyecto museográfico, fundado originalmente como una extensión del museo Universum de ciencias de la UNAM, el artista sonorense también desarrolló varias maquetas con las cuales el público asistente puede interactuar como parte del proceso educativo que fundamenta el espíritu de la Casa de la Ciencia.
El mural Anorexia y Tabaquismo fue realizado en los muros del patio de la Universidad del Valle de México, en al campus de la ciudad de San Luis Potosí, San Luis Potosí. La obra fue realizada en el año 2004 y debido a su carácter efímero no puede ser apreciada en la actualidad.

Las siguientes imágenes muestran algunos bocetos realizados por Jorge Figueroa, de manera previa a la ejecución del Mural Anorexia y Tabaquismo.

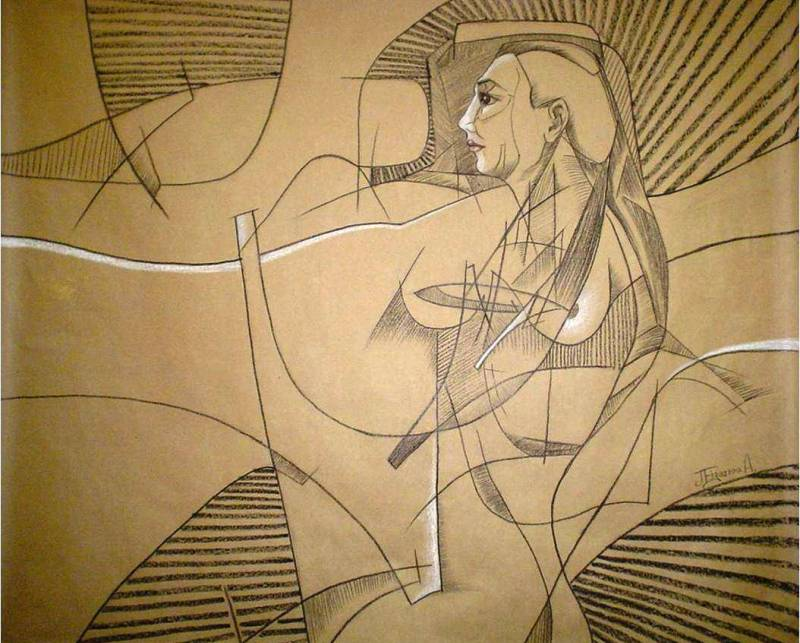
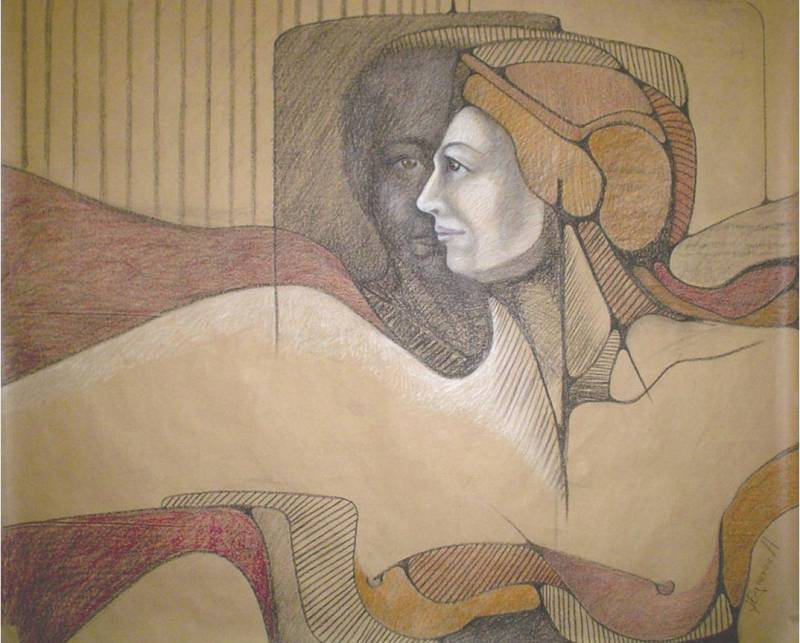
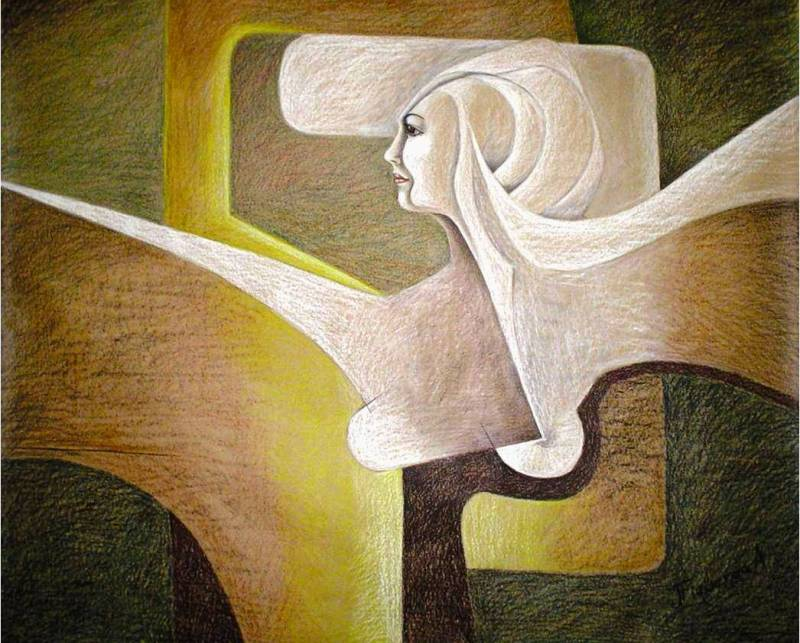
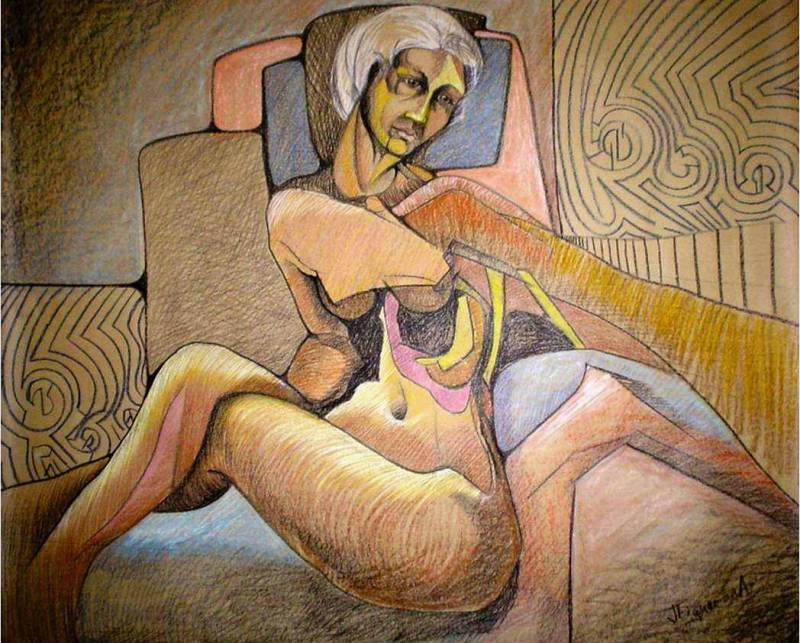
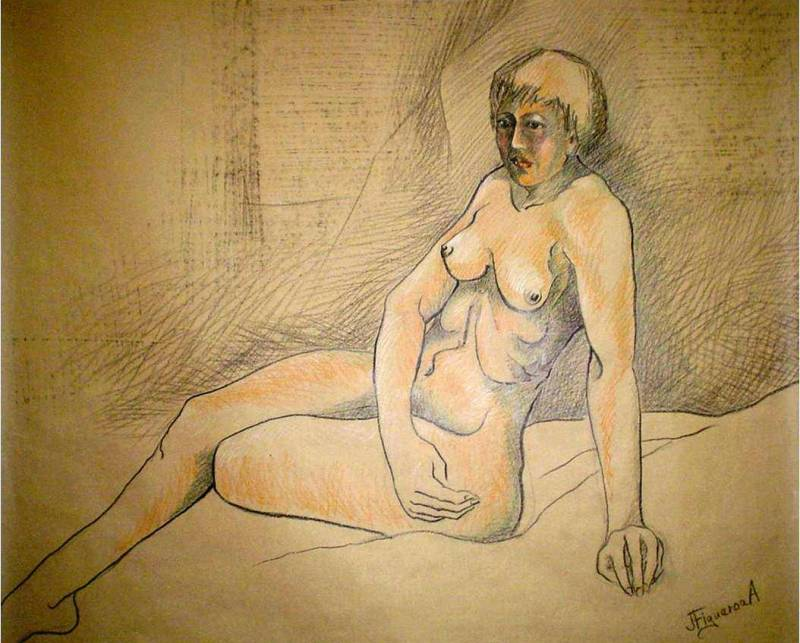
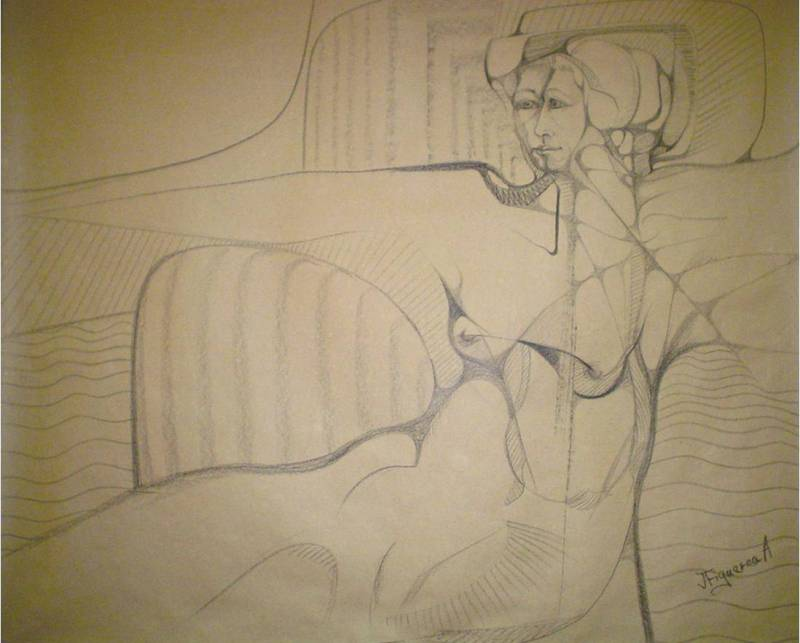
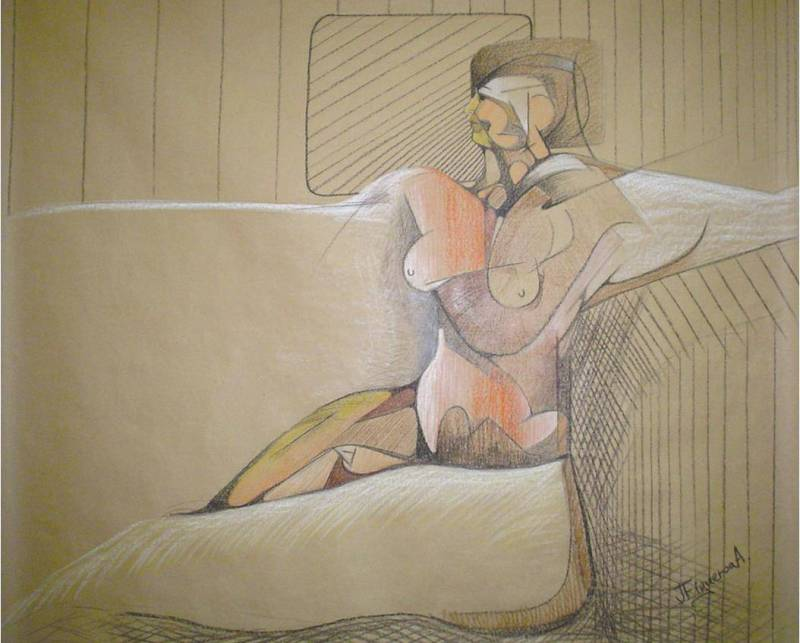
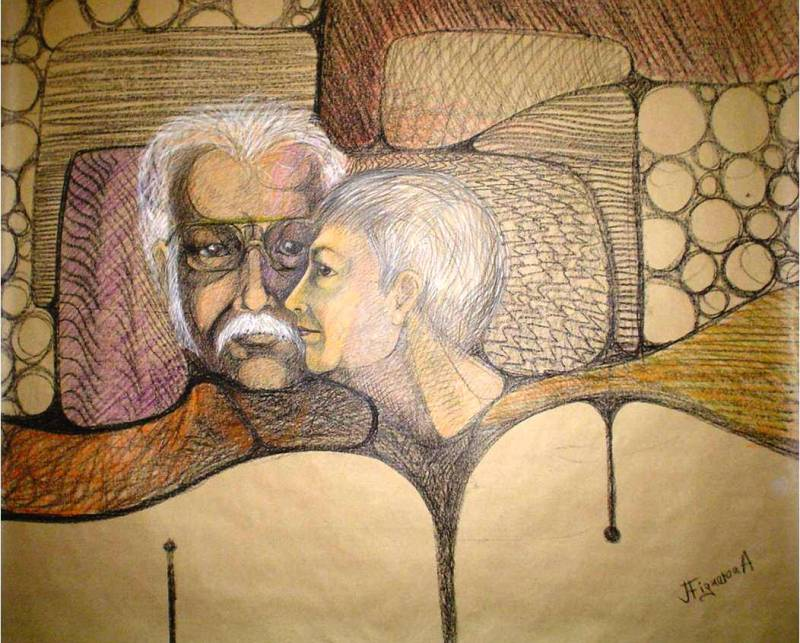

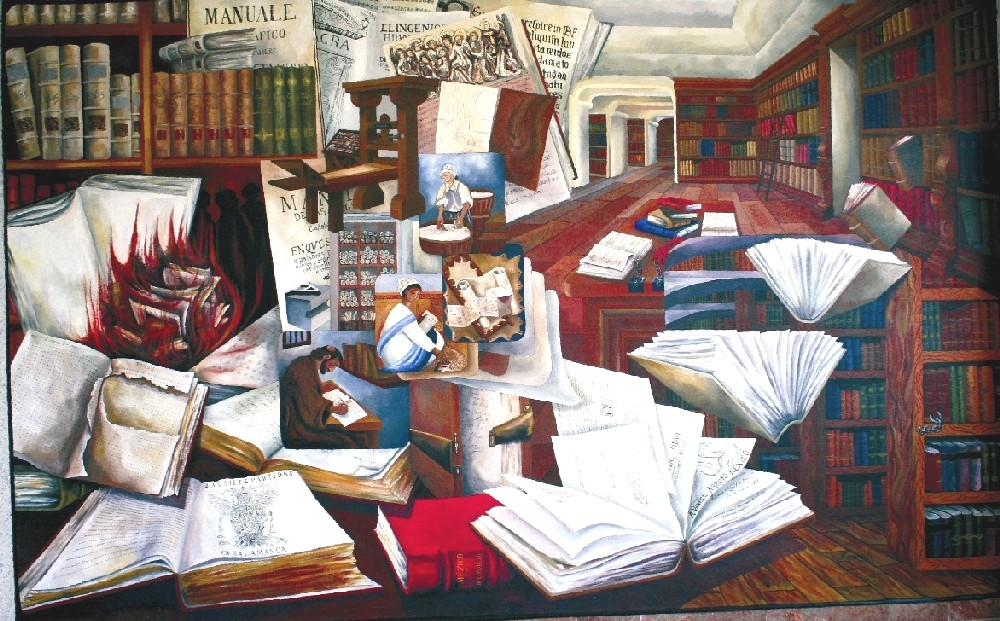
Historia del Libro, pintura mural ubicada en el Centro de Información en Ciencias Sociales y Administrativas de la UASLP

En el Centro de Información en Ciencias Sociales y Administrativas, de las Facultades de Derecho, y Contaduría y Administración de la Universidad Autónoma de San Luis Potosí, se encuentran tres murales que conforman el conjunto Memoria de la Humanidad. El edificio de tres pisos alberga en cada uno de ellos una representación pictórica de la historia de la información y las diferentes formas de acopio, archivo y transmisión de la misma, así como de los actores involucrados en cada una de las etapas que definieron la cultura escrita. Los murales llevan por nombre Historia de la escritura (planta baja), Historia del libro (primer piso), y La era de la información tecnológica (segundo piso).
Durante gran parte de su vida, Jorge Figueroa Acosta ha desarrollado una labor docente en varias instituciones públicas y privadas del país. Durante varios años colaboró en el diseño y supervisión de programas de estudio de talleres de Bellas Artes, y en 1986 fundó la Escuela Estatal de Artes Plásticas de San Luis Potosí, la cual dirigió desde entonces y hasta 1991,  con el propósito de ofrecer un programa de estudios a nivel licenciatura en al campo de las artes plásticas en ese estado.

Su obra ha podido ser conocida en varias muestras individuales realizadas desde el año 1962 en México y otros países, y la mayoría de su producción pictórica y escultórica se encuentra en colecciones privadas del país y del extranjero.
Actualmente vive en la ciudad de Coatepec (Veracruz), en donde tiene su taller de producción artística.

## Citas
“... el escultor Jorge Figueroa representa la fe y a la vez el antidestino, el traspaso de un concepto a otro, y de este otro al juego de predicados que en su entorno vienen a ser símbolos de lo que sucederá, sin que se trate de llegar al arte de las visiones, transfiguraciones o traspasos, agresivos a la otredad y a lo futuro. Sobre bases sólidas y conjuntando esquemas que provienen desde Picasso a Coronel, de Duchamp a Gas, de Boccioni en el aspecto definitivo y estilista; al mismo Giacometti, tan repetido y tan exhaustivo, de muchos más que en su consagración configuraron el expresionismo germano e italiano, con el tema de la perdurabilidad del ser, en hombres y mujeres gélidas, Jorge Figueroa pone de manifiesto el proceso magnífico al realizar lo que está concebido desde antes y mentalmente y después su confrontación con lo que producen los artistas de los territorios peligrosos y altamente plagados de signos que son los de hoy, del ayer y tal vez del mañana.”
Alfonso de Nouvillate Ortiz, Novedades, 25 de octubre de 1983.

“En la obra pictórica de Jorge Figueroa la geometrización es un pretexto para jugar con la línea y enfatizar el color, y el resultado es una buena obra.”
Álvaro Muñoz de la Peña, El Sol de San Luis, 27 de agosto de 1986.

“(Las mujeres representadas por Figueroa) pese a que se pretende que muestren el conduelo y el amor de la pareja, o que representen el sol, la tierra, el agua, que sean reinas, caracolas o sueños, ellas lloran y estiran nuevamente la cabeza buscando huir.”
Las figuras femeninas de Jorge Figueroa, LA JORNADA San Luis, 29 de marzo de 2005.